# Valea Lungă (Dâmbovița)
Pour les articles homonymes, voir Valea Lungă.
Valea Lungă est une commune du județ de Dâmbovița en Roumanie.